# Iliria
Iliria (en griego antiguo: Ἰλλυρία o Ἰλλυρίς, en latín: Illyria, en albanés: Iliria) fue una antigua región histórica de Europa que, en su mayor extensión, incluía la parte occidental de la península balcánica en la costa oriental del mar Adriático, un territorio que hoy forma parte de Albania, Croacia, Serbia, Bosnia y Montenegro. El nombre de Iliria como tal prácticamente no fue usado por los autores clásicos.

## Región de Iliria
Ilyris para los griegos era una expresión geográfica que abrazaba las tierras pobladas por los ilirios (illyroi). Escílax excluye Liburnia e Istria, y dice que iba desde el sur de Liburnia hasta Caonia, en el Epiro. Los ilirios eran una coalición heterogénea de tribus, de las que poco se sabe. Se supone que a un número indeterminado de estas les unía una lengua iliria común. La habitaban diversas tribus, entre ellas los enquelanos, nestos, bulinios en el extremo norte y los amantinos en el extremo sur. Heródoto incluye como ilirios a los vénetos. El hecho de que este territorio sufriera invasiones de los galos hacia el 400 a. C. y el desconocimiento de los autores clásicos hace difícil precisar el origen de los diferentes grupos. En general, se puede decir que Iliria iba del Neretva (antiguo Naro) al Drina (Drilo) y que al este, quedaban los tribalios. Esta descripción es conforme a diversos autores hasta el siglo II y en especial, a Estrabón y Tácito.
Las principales montañas eran las actuales Dinarsko Gorje o Prolog, que iban desde Istria a Albania.
Las islas estaban divididas por los griegos en dos grupos: Absyrtides y Liburnides. El primer grupo son las islas más al norte como Cres y Krk; en el segundo destacan Vis, Brattia, Issa, Melita, Corcira Nigra, Faros y Olinta.
En el interior estaba el lago Lychnitis, del que surgía el Drilo (en la Edad Media, la ciudad de Ocrida, la antigua Lychnidus, fue capital del imperio búlgaro).

## Historia

### Antiguo Reino de Iliria
Los ilirios aparecen en la historia en la guerra del Peloponeso, cuando Brásidas y Pérdicas II de Macedonia se retiraron a su país y se produjo un primer enfrentamiento.
Los ilirios formaron un reino, cuyo primer rey histórico fue Bardilis I (h. 385-358 a. C.); las tribus del norte hicieron incursiones al reino de Macedonia y se apoderaron del oeste del país, empujados por los galos que habían invadido Iliria, y el rey Pérdicas III de Macedonia murió en lucha contra los ilirios.
Baraliris fue un gobernante ilirio, quien según Tertuliano, tras haber visto una señal en un sueño se embarcó en una serie de expediciones militares victoriosas, las cuales lograron extender el dominio ilirio sobre los molosos y otras tribus, hasta llegar hasta las fronteras de Macedonia.
Filipo II de Macedonia nada más llegar al trono les atacó y conquistó parte de sus territorios en 358 a. C.; todas las tribus al este del Lychnidus tuvieron que jurar obediencia al rey Filipo. El reino continuó con capital probablemente cerca de la moderna Dubrovnik. 
Alejandro Magno combatió al jefe ilirio Clito al que derrotó. Soldados ilirios acompañaron al conquistador en su expedición a Persia; pero a la muerte de Alejandro el reino ilirio volvió a ser independiente.
En 312 a. C. el rey Glaucias expulsó a los griegos de Epidamno. En el siglo II a. C., el reino tenía su capital cerca de la actual Shkodër.
Muchos ilirios se dedicaban a la piratería y en 233 a. C. eran un poder naval a considerar en el mar Adriático y entraron en conflicto con los romanos, asolando las costas y obstaculizando la navegación de los aliados romanos. Entonces subió al trono la Reina Teuta, viuda del rey Agrón y regente de su hijo menor de edad Pinnes (Pineus); los romanos enviaron embajadores a la reina pidiendo reparaciones, pero la reina contestó que la piratería era una costumbre de su pueblo y finalmente mató a los embajadores.

Un ejército romano cruzó la costa del mar Jónico y obtuvo la victoria, pero se ajustó una paz en términos honorables y los estados de Corcira, Apolonia y Epidamno, dominados por los ilirios, recibieron su libertad como regalo de Roma.
Teuta murió hacia el 228 a. C. y Demetrio de Faros se hizo con la regencia del joven Pineo, y usurpó el poder; pensando que los romanos estaban muy ocupados con las guerras gálica de Italia, volvió a permitir actos de piratería, lo que condujo a la segunda guerra de Iliria (219 a. C.), que supuso la conquista del país. Pineo siguió en el trono como cliente romano, al menos hasta 217 a. C., y probablemente hasta 212 a. C.; le sucedió su tío Escerdiledas (h.212 a. C.-206 a. C.) a la muerte del cual subió al trono su hijo Pleurato III, que fue fiel a los romanos durante la guerra contra Macedonia y fue recompensado con los territorios de la región del lago Lychnidus y el país de los partini que antes pertenecía a Macedonia.
En 180 a. C. subió al trono su hijo Gencio (Gentius o Genthios) y las tribus del sur de Dalmacia se rebelaron contra él y se hicieron independientes y establecieron la capital en Dalminium y tomaron el nombre de dálmatas. Su territorio estuvo entre el Naro (Narenta) y el Tilurus o Nestus (Cetina) con 20 ciudades, y se extendieron hacia el Titius (Kerka) gobernándose como una república, poniendo fin a la monarquía en su país.

Mapas históricos de la región
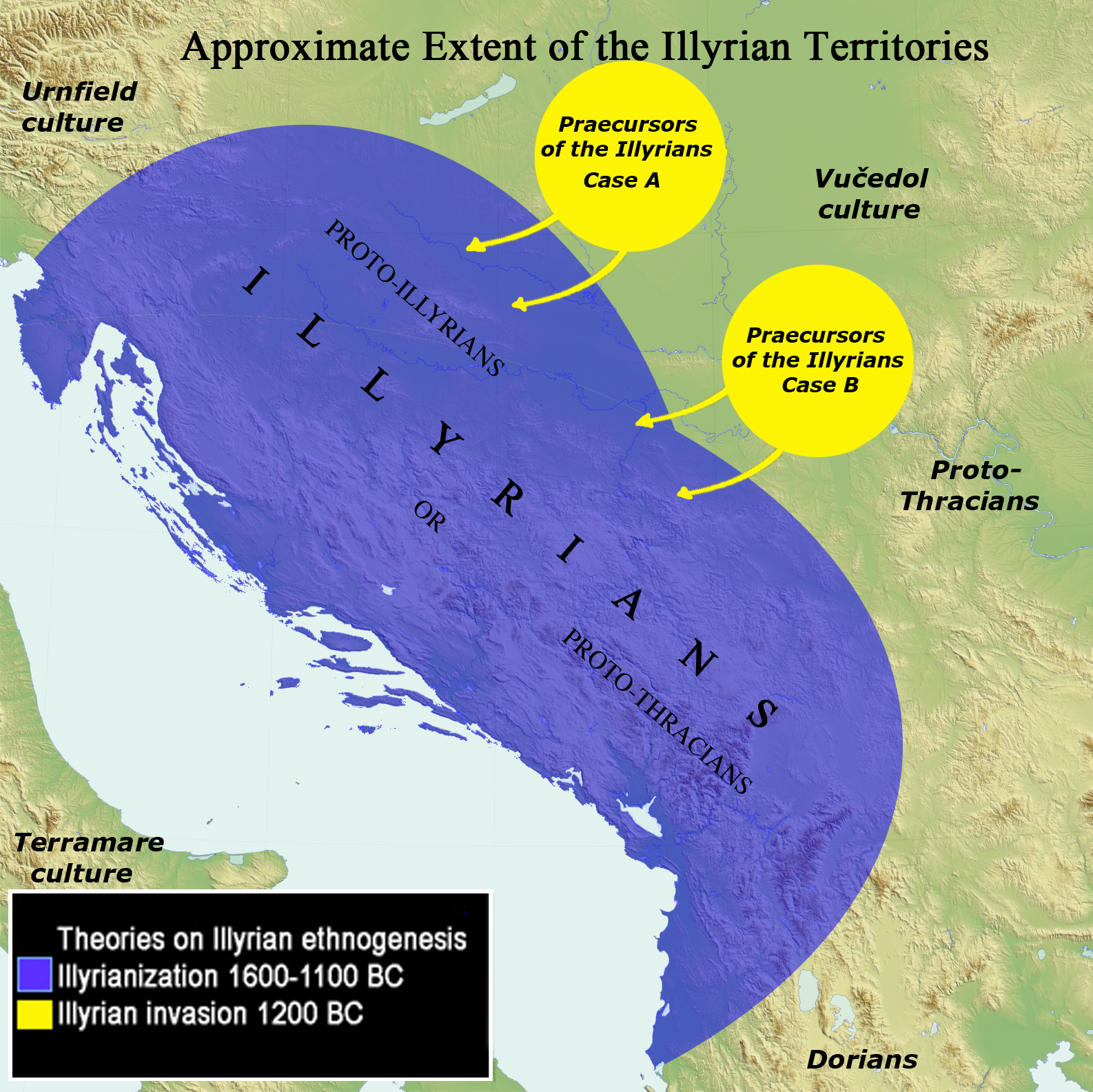
Mapa de la etnogénesis de los illirios
Reino de Iliria y el reino de Dardania (228 a. C.)
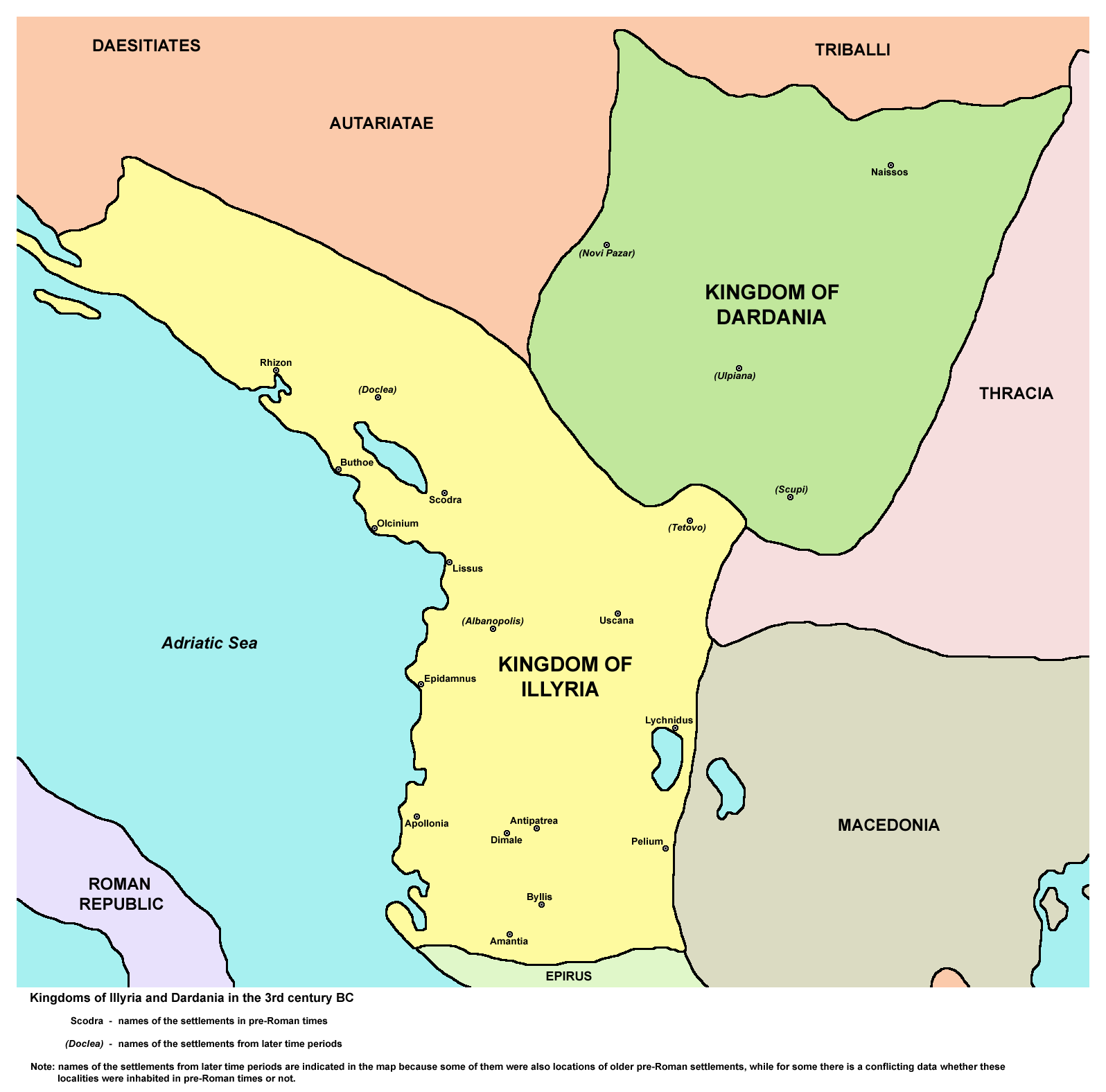
Reino de Iliria (bajo el rey Agron y la reina Teuta, que iba "de Epiro a Neretva") y el reino de Dardania en el siglo III a. C.
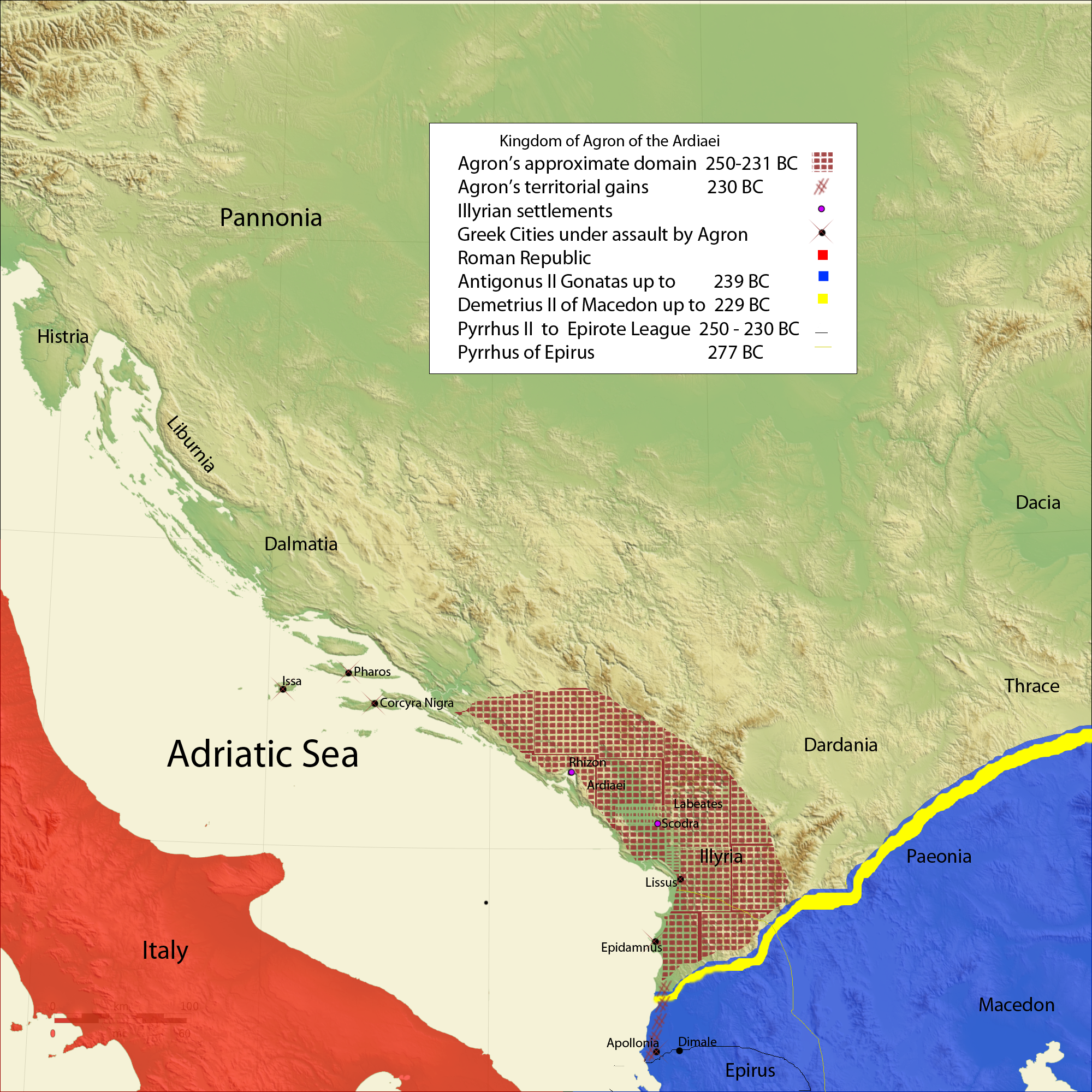
Reino de Agron y reinos vecinos (250-230 a. C.)
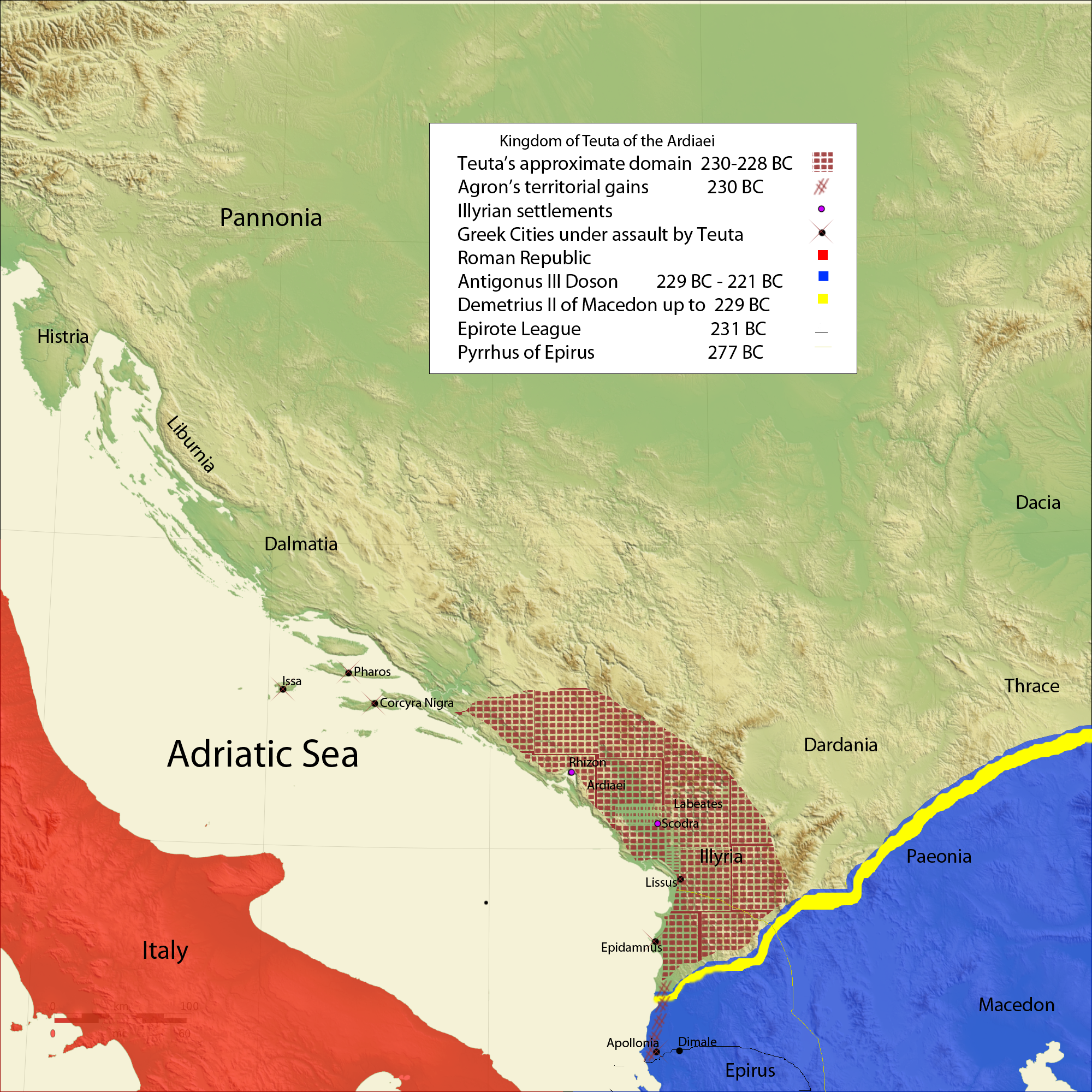
Reino de Teuta y reinos vecinos (230-228 a. C.)
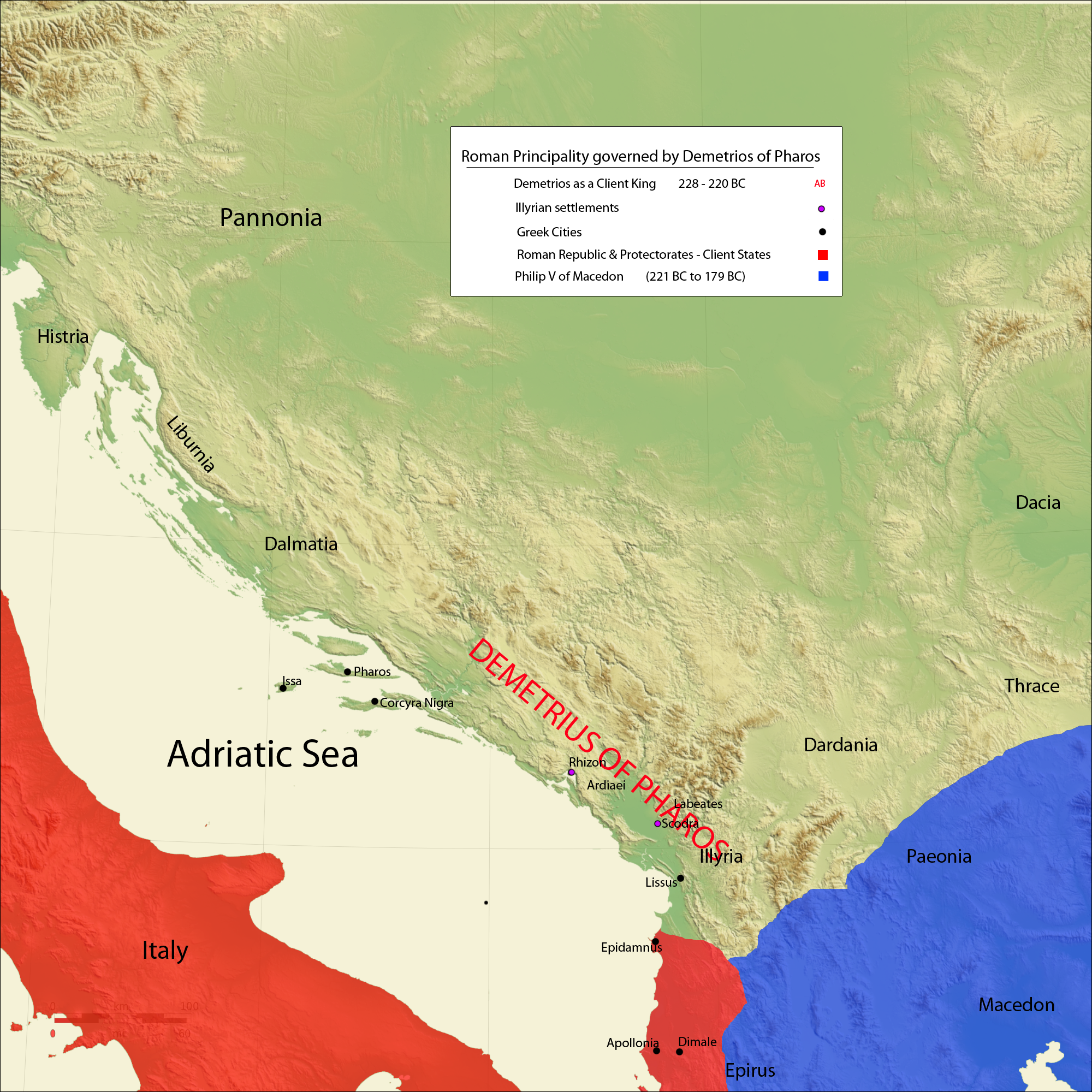
Principado romano (estado clientelar) en Iliria regido por Demetrio de Faros (228-219 a. C.)
la región en el siglo I a. C.

#### Reyes del antiguo reino de Iliria
- Sirras hacia el 400 a. C.
- Bardilis I hacia 385-358 a. C.
- Gravos h. 356 a. C.
- Pleurato I h.  a. C.
- Clito h. 335 a. C.
- Glaucias h. 317-303 a. C.
- Bardilis II h. 295- a. C.
- Monunios h. 280 a. C.
- Mytilios h. 270 a. C.
- Pleurato II hacia 260 a. C.
- Agrón h. 250-230 a. C.
- Pinnes o Pineo 230-212 a. C.
- Teuta (reina) 230-228 a. C.(regente)
- Demetrio Faléreo h. 228-219 a. C.
- Escerdílidas h. 212-205 a. C.
- Pleurato III h. 205-180 a. C.
- Gencio, Genthios o Gentius 180-168 a. C.
- Gobierno de Roma a partir de 168 a. C.

### Iliria bajo dominación romana
Los romanos atacaron el reino de Iliria en 168 a. C. y libraron una guerra de 30 días, en la que conquistaron la capital de Scodra, donde Gentius se había hecho fuerte. Iliria fue incorporada a Roma. Se produjeron algunas revueltas, la última de las cuales fue en Dalmacia. A partir del año 12 Dalmacia quedó totalmente sometida.
En 27 a. C. Iliria fue una provincia senatorial gobernada por un procónsul, pero las revueltas que se produjeron aconsejaron mantener una fuerza militar importante en la región y el 11 a. C. fue convertida en provincia imperial con P. Cornelio Dolabela como legatus. Diversas legiones se estacionaron en la zona e inscripciones de la VII Legio y la XI Legio aún se pueden ver hoy día. La provincia, sin capital determinada, se dividió en conventos jurídicos subdivididos en decurias; Escardona, Salona (con 382 decurias según Plinio) y Narona. Iadera, Salona, Narona y Epidauro de Iliria fueron colonias romanas y Apolonia de Iliria y Corcira ciudades libres. Se cree que el legado solo tenía jurisdicción sobre una parte y que la parte del interior dependía del gobernador de Panonia.
Salona acabó siendo la capital provincial y el gobernador se llamó praeses. El historiador Dión Casio y su padre, Casio Aproniano, fueron gobernadores de Iliria.

#### Provincia romana
Iliria bárbara o Iliria romana fue el nombre que se dio al territorio de Iliria más al este de Istria, más allá del río Arsia (actual Arsa) y hasta el río Drilo al este y sur, y el Sava al norte. Corresponde a las actuales Croacia (con Dalmacia), Bosnia y Hercegovina, Montenegro y una parte de Albania. Estaba dividida en tres distritos: 
- Yapidia, al norte, hasta el río Tedanius (Zermagna)
- Liburnia, entre el río Arsia (al este de Istria) y el Titius. La parte norte de este distrito se conoce por Dalmacia véneta.
- Dalmacia entre el Naro i el Tilurus o Nesto

Iliria griega fue el nombre que se dio al territorio de Iliria desde el río Drilocapo al sureste hasta las montañas Ceraúnicas. Tenía al norte la Iliria romana y al oeste el mar Jónico, al sur el Epiro y al este Macedonia. Corresponde aparte de las actuales Serbia y Albania.
En la parte sur, la ciudad de Amantia era la capital de los amantios o amantianos o amantinios, y al lado los buliones, seguidos por los taulantios (al norte del río Aous hasta Epidamnos o Dirraquio). Otros pueblos fueron los dasaretas, los autariatas, los ardiaei y los partinios (los dos últimos al norte de los autariatas).
Hacia el 65 a. C. el Illyricus Limes o frontera de Iliria estaba formada por las provincias de Nórico, Panonia (Inferior y Superior), Mesia (inferior y superior), Dacia y Tracia. Esta concepción siguió hasta la época de Constantino que le separó Mesia Inferior y Tracia, pero le añadió Macedonia, Tesalia, Acaya, Epirus Vetus, Epirus Nova, Praevalitana y Creta y fue una de las cuatro grandes divisiones del imperio bajo prefectos del Pretorio. En 395 Iliria oriental con Macedonia, Tesalia, Epiro Viejo, Epiro Nuevo, Acaya, Prevalitana y Creta fue incorporada al Imperio oriental, y Nórica, Panonia, Dalmacia, Savia (Savia) y Valeria Ripense (Valeria Ripensis) al Imperio occidental.
La principal vía era la Vía Egnatia y las ciudades más destacadas Grabeis, Muicurum, Bilide y Amantia.
A finales del siglo III, Diocleciano dividió la provincia de Iliria o Dalmacia en dos partes: al oeste, Dalmacia, y, al este, Praevalitana.

### Iliria bajo dominio visigodo y bizantino
Con la división del Imperio romano en 395, el patricio Marcelino del oeste aseguró el control de la parte occidental y tuvo el control del mar Adriático con una flota. Iliria quedó en poder de los visigodos, desviados por los bizantinos, y Alarico I fue reconocido magister militum en 398 por los bizantinos y en 405 por el emperador de Occidente.
Atila fue derrotado en la región en la fortaleza de Azimus, en la frontera con Tracia, en 447.
Los bizantinos solo pudieron asegurar la posesión de Dyrrhachium que dominaba la vía marítima del mar Adriático a Constantinopla, y dejaron el interior a los ávaros a los eslavos, que se establecieron allí permanentemente. Heraclio (610-641) dominó otra vez el país y estableció colonias de eslavos, mientras la población original iliria era absorbida o empujada más al sur.

### Tiempos modernos
En 1807, Napoleón Bonaparte se apoderó también de Eslovenia, Trieste y los territorios croatas de Zagreb. Todas estas provincias, las reagrupa y forma con ellas las llamadas «Provincias Ilirias».
En 1816 es constituido el Reino de Iliria, como parte del Imperio austríaco (hasta 1849) con las provincias ilíricas restituidas a Austria por Francia.
El 6 de noviembre de 1836 muere exiliado en Iliria el último rey absolutista de Francia, Carlos X.